# Baketaton

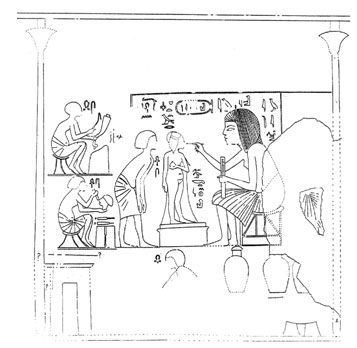
Juti Baketaton szobrát készíti. Huja sírjából

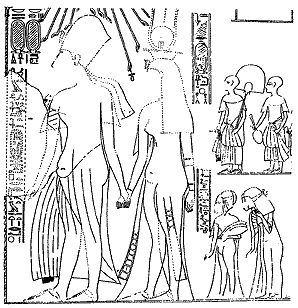
Ehnaton a templomba kíséri anyját, Baketaton mögötte

Baketaton ókori egyiptomi hercegnő a XVIII. dinasztia idején; vagy III. Amenhotep fáraó és Tije nagy királyi hitves legkisebb lánya, vagy Ehnaton fáraó és Kia lánya. Nevének jelentése: „Aton szolgálóleánya”.
Baketaton létezését korábban bizonyítéknak tekintették arra, hogy III. Amenhotep és Ehnaton feltételezett társuralkodása tizenkét évig tartott. Mivel az ábrázolások alapján úgy tűnik, a hercegnő körülbelül Nofernoferuaton Ta-serittel, Ehnaton és Nofertiti negyedik lányával volt egyidős, aki Ehnaton 7. évében született, illetve Huja amarnai sírjában (EA1) egymás mellett ábrázolják a két királyi családot – Amenhotepet Tijével és Baketatonnal, valamint Ehnatont Nofertitivel és négy elsőszülött lányukkal –, ez eldönteni látszott a vitát, hogy 2 vagy 12 évig tartott a társuralkodás. Joyce Tyldesley feltételezése szerint azonban Baketaton valójában III. Amenhotep és Tije egy másik lányával, Nebetahhal azonos. Figyelembe kell azonban venni, hogy az ábrázolásokon az egyes alakok magassága nem mindig állt összefüggésben életkorukkal, és a kép alapján az sem dönthető el, III. Amenhotep még életben volt a kép készültekor.
A hercegnőt a már említett faliképen kívül máshol is ábrázolják vagy említik Huja sírjában: egy lakomán Tijével és Ehnaton családjával, és említik egy jeleneten, melyen Tije udvari szobrásza, Juti épp a hercegnő szobrán végzi az utolsó simításokat.
Egy újabb feltételezés szerint Baketaton valójában Ehnaton lánya második feleségétől, Kiától. Tudni, hogy Kiának volt egy lánya, akinek a neve nem maradt fenn, de az -aton szóval végződött. Miután Kia eltűnt a színről, és ábrázolásait átfaragták Meritaton és Anheszenpaaton hercegnők képeire, lánya ábrázolásait is átnevezték, hogy a hercegnők (valós vagy fiktív) gyermekeit, Meritaton Ta-seritet és Anheszenpaaton Ta-seritet mutassa.
Baketaton egyetlen ismert címe: A király vér szerinti lánya. Feltehetőleg ő sem lehetett hosszú életű. Tije halála után nem említik többé.

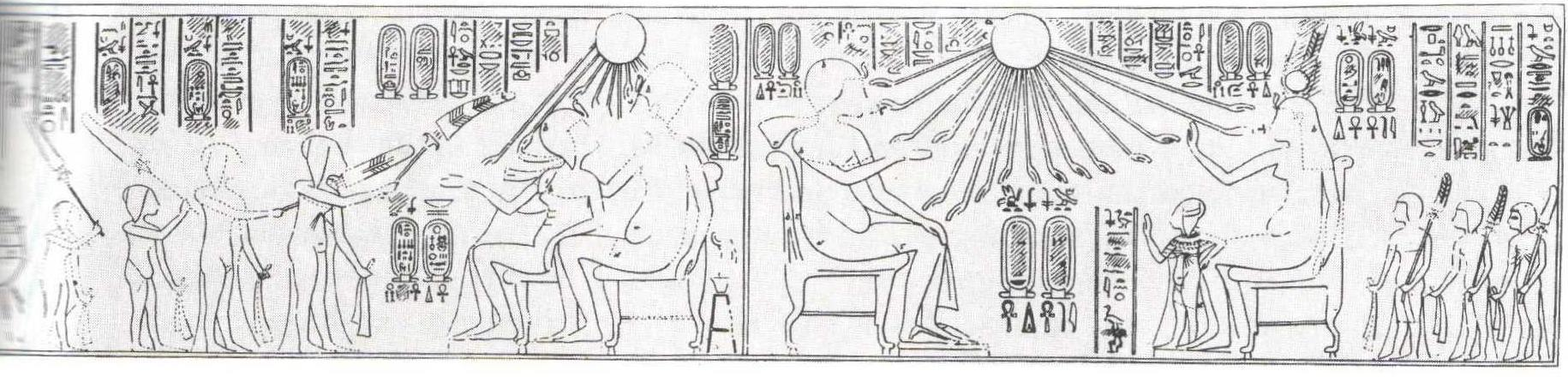
Baketaton, III. Amenhotep és Tije (jobbra). Balra Ehnaton családja. Kép Huja amarnai sírjából.